# Mianwali (Distrikt)
Der Distrikt Mianwali ist ein Verwaltungsdistrikt in Pakistan in der Provinz Punjab. Sitz der Distriktverwaltung ist die gleichnamige Stadt Mianwali.
Der Distrikt hat eine Fläche von 5840 km² und nach der Volkszählung von 2017 1.546.094 Einwohner. Die Bevölkerungsdichte beträgt 265 Einwohner/km². Im Distrikt wird zur Mehrheit die Sprache Panjabi gesprochen.

## Lage
Der Distrikt befindet sich im Norden der Provinz Punjab, die sich im Westen von Pakistan befindet.

## Verwaltungsgliederung
Der Distrikt ist administrativ in drei Tehsil unterteilt:
- Isakhel
- Mianwali
- Piplan

## Demografie
Zwischen 1998 und 2017 wuchs die Bevölkerung um jährlich 2,02 %. Von der Bevölkerung leben ca. 21 % in städtischen Regionen und ca. 79 % in ländlichen Regionen. In 238.006 Haushalten leben 774.060 Männer, 771.995 Frauen und 39 Transgender, woraus sich ein Geschlechterverhältnis von 100,3 Männer pro 100 Frauen ergibt und damit einen für Pakistan häufigen Männerüberschuss.
| Jahr | Einwohnerzahl |
| ---- | ------------- |
| 1972 | 595.134       |
| 1981 | 711.529       |
| 1998 | 1.056.620     |
| 2017 | 1.546.094     |

Die Alphabetisierungsrate in den Jahren 2014/15 bei der Bevölkerung über 10 Jahren liegt bei 58 % (Frauen: 41 %, Männer: 78 %) und liegt damit unter dem Durchschnitt der Provinz Punjab von 63 %.